# Arnold (Missouri)
Arnold – miasto w Stanach Zjednoczonych, we wschodniej części stanu Missouri.
Liczba mieszkańców w 2000 roku wynosiła 20 413.